# Ron Perlman
Ronald Francis Perlman (New York, 13 aprile 1950) è un attore e doppiatore statunitense.

## Biografia
Nasce a Washington Heights, un quartiere di New York, il 13 aprile 1950 da una famiglia ebraica, proveniente dall’Ungheria e dalla Polonia. La madre, Dorothy, era un'impiegata municipale mentre il padre era un batterista nel gruppo jazz Artie Shaw's Band. Dopo aver studiato alla George Washington High School, frequenta la University of Minnesota conseguendo il master in belle arti.
Il suo primo ruolo importante è nel film La guerra del fuoco di Jean-Jacques Annaud (1981), con il quale lavora nuovamente nel 1986 per Il nome della rosa, nel ruolo del monaco Salvatore. La svolta arriva con l'interpretazione del ruolo di Vincent, la bestia, nella serie televisiva La bella e la bestia, accanto a Catherine, la bella, interpretata da Linda Hamilton. Grazie a questa interpretazione comincia a farsi conoscere e da lì iniziano a fioccare premi come: il Golden Apple Award come Migliore scoperta maschile dell'anno (1988), un Golden Globe come miglior attore in una serie drammatica (1989) e due Best Actor Awards (1988-1989), oltre a questo, due nomination agli Emmy come Miglior attore in una serie drammatica (1988-1989), una nomination come migliore interpretazione drammatica al Saturn Award (il Festival dei film e delle serie di fantascienza e di orrore) nel 1989 e, infine, una nomination ai People's Choice Awards (1988) per l'attore emergente.
Dal 2008 fa parte del cast della serie televisiva Sons of Anarchy. Nel 2011 interpreta il guerriero Corin, il padre di Conan, nel film reboot Conan the Barbarian, diretto da Marcus Nispel. Nel 2012 l'attore Thomas Jane produce un cortometraggio dal titolo Dirty Laundry, incentrato sul personaggio di Frank Castle, già interpretato da Jane nel film The Punisher. Jane torna nei panni di Frank e nel cast compare Ron Perlman. Nel 2013 interpreta il personaggio di Hannibal Chau nel film Pacific Rim, mentre nel 2014 ottiene il ruolo del protagonista nell'episodio pilota di Hand of God, diffuso da Amazon. Nel 2016 interpreta il personaggio di Gnarlack, un goblin gangster nel film Animali fantastici e dove trovarli, inoltre ha un ruolo centrale nella serie tv StartUp al fianco di Adam Brody e Edi Gathegi.
Perlman alterna la recitazione al doppiaggio e diviene l'attore prediletto di registi come Frankenheimer, Dante, Jeunet, Annaud, Baird e Del Toro. Ha dato voce a numerosi personaggi di cartoni animati e al narratore della serie di videogiochi Fallout.
Nel 2020 recita la parte dell'ammiraglio nel film Monster Hunter, basato all'omonima serie di videogiochi giapponesi, diretto da Paul W. S. Anderson.

## Vita privata
È stato sposato con la disegnatrice di gioielli afrostatunitense Opal Stone dal 1981, con la quale ha avuto due figli, uno nel 1984 e l'altro nel 1990; ha divorziato dopo 38 anni di matrimonio, nel novembre 2019; dallo stesso mese del 2019 ha intrapreso una relazione con l'attrice Allison Dunbar.

## Filmografia

### Attore

#### Cinema
- La guerra del fuoco (La Guerre du feu), regia di Jean-Jacques Annaud (1981)
- I pirati della galassia (The Ice Pirates), regia di Stewart Raffill (1984)
- Il nome della rosa (The Name of the Rose), regia di Jean-Jacques Annaud (1986)
- I sonnambuli (Sleepwalkers), regia di Mick Garris (1992)
- Le avventure di Huck Finn (The Adventures of Huck Finn), regia di Stephen Sommers (1993)
- Cronos, regia di Guillermo del Toro (1993)
- Triplo gioco (Romeo Is Bleeding), regia di Peter Medak (1993)
- Double Exposure, regia di Claudia Hoover (1994)
- Quando il ramo si spezza (When the Bough Breaks), regia di Michael Cohn (1994)
- Scuola di polizia - Missione a Mosca (Police Academy: Mission to Moscow), regia di Alan Metter (1994)
- Sensation, regia di Brian Grant (1994)
- La città perduta (La cité des enfants perdus), regia di Marc Caro e Jean-Pierre Jeunet (1995)
- Fluke, regia di Carlo Carlei (1995)
- Una cena quasi perfetta (The Last Supper), regia di Stacy Title (1995)
- L'isola perduta (The Island of Dr. Moreau), regia di John Frankenheimer (1996)
- Il mistero del principe Valiant (Prince Valiant), regia di Anthony Hickox (1997)
- Tinseltown, regia di Tony Spiridakis (1997)
- Alien - La clonazione (Alien: Resurrection), regia di Jean-Pierre Jeunet (1997)
- Betty, regia di Richard Murphy (1997)
- La seconda guerra civile americana (The Second Civil War), regia di Joe Dante (1997)
- Delitti d'autore (Frogs for Snakes), regia di Amos Poe (1998)
- I Woke Up Early the Day I Died, regia di Aris Iliopulos (1998)
- Happy, Texas, regia di Mark Illsley (1999)
- Price of Glory, regia di Carlos Ávila (2000)
- The King's Guard, regia di Jonathan Tydor (2000)
- Stroke, regia di Rob Nilsson (2000)
- Il nemico alle porte (Enemy at the Gates), regia di Jean-Jacques Annaud (2001)
- Down - Discesa infernale, regia di Dick Maas (2001)
- Night Class, regia di Sheldon Wilson (2001)
- Blade II, regia di Guillermo del Toro (2002)
- Star Trek - La nemesi (Star Trek: Nemesis), regia di Stuart Baird (2002)
- Shakedown, regia di Brian Katkin (2002)
- Rats, regia di Tibor Takács (2003)
- Absolon - Virus mortale, regia di David DeBartolomé (2003)
- Boys On the Run, regia di Pol Cruchten (2003)
- Two Soldiers, regia di Aaron Schneider - cortometraggio (2003)
- Hoodlum & Son, regia di Ashley Way (2003)
- Looney Tunes: Back in Action, regia di Joe Dante (2003)
- Hellboy, regia di Guillermo del Toro (2004)
- Quiet Kill, regia di Mark Jones (2004)
- The Second Front, regia di Dmitri Fiks (2005)
- Missing in America, regia di Gabrielle Savage Dockterman (2005)
- How to Go Out On a Date In Queens, regia di Michelle Danner (2006)
- The Last Winter, regia di Larry Fessenden (2006)
- 5ive Girls, regia di Warren P. Sonoda (2006)
- In the Name of the King (In the Name of the King: A Dungeon Siege Tale), regia di Uwe Boll (2007)
- Hellboy: The Golden Army (Hellboy II: The Golden Army), regia di Guillermo del Toro (2008)
- Outlander - L'ultimo vichingo (Outlander), regia di Howard McCain (2008)
- Mutant Chronicles, regia di Simon Hunter (2008)
- I Sell the Dead, regia di Glenn McQuaid (2008)
- Devil's Tomb - A caccia del diavolo (The Devil's Tomb), regia di Howard McCain (2009)
- Bunraku, regia di Guy Moshe (2010)
- L'ultimo dei Templari (Season of the Witch), regia di Dominic Sena (2011)
- Drive, regia di Nicolas Winding Refn (2011)
- Conan the Barbarian, regia di Marcus Nispel (2011)
- Il Re Scorpione 3 - La battaglia finale (The Scorpion King 3: Battle for Redemption), regia di Roel Reiné (2012)
- 3,2,1... Frankie Go Boom, regia di Jordan Roberts (2012)
- Bad Ass, regia di Craig Moss (2012)
- Dirty Laundry, regia di Phil Joanou - cortometraggio (2012)
- Pacific Rim, regia di Guillermo del Toro (2013)
- Skin Trade - Merce umana (Skin Trade), regia di Ekachai Uekrongtham (2014)
- 13 peccati (13 Sins), regia di Daniel Stamm (2014)
- Moonwalkers, regia di Antoine Bardou-Jacquet (2015)
- Stonewall, regia di Roland Emmerich (2015)
- Animali fantastici e dove trovarli (Fantastic Beasts and Where to Find Them), regia di David Yates (2016)
- The Bleeder - La storia del vero Rocky Balboa (The Bleeder), regia di Philippe Falardeau (2016)
- Sergio & Sergei - Il professore e il cosmonauta (Sergio & Sergei), regia di Ernesto Daranas (2017)
- Asher, regia di Michael Caton-Jones (2018)
- Gioventù perduta (Run with the Hunted), regia di John Swab (2019)
- Havana Kyrie, regia di Paolo Consorti (2019)
- Hell on the Border - Cowboy da leggenda (Hell on the Border), regia di Wes Miller (2019)
- The Great War, regia di Steven Luke (2019)
- Clover, regia di Jon Abrahams (2020)
- Monster Hunter, regia di Paul W. S. Anderson (2020)
- Don't Look Up, regia di Adam McKay (2021)
- La fiera delle illusioni - Nightmare Alley (Nightmare Alley), regia di Guillermo del Toro (2021)
- The Jesuit, regia di Alfonso Pineda Ulloa (2022)
- Il fornaio (The Baker), regia di Jonathan Sobol (2022)
- Il giorno dell'incontro (Day of the Fight), regia di Jack Huston (2023)
- Mio padre è un sicario (The Retirement Plan), regia di Tim Brown (2023)
- The Instigators, regia di Doug Liman (2024)
- Absolution - Storia criminale (Absolution), regia di Hans Petter Moland (2024)

#### Televisione
- L'onore della famiglia (Our Family Honor) - serie TV, 1 episodio (1985)
- Miami Vice - serie TV, episodio 3x04 (1986)
- La bella e la bestia (Beauty and the Beast) - serie TV, 55 episodi (1987-1990)
- Mosca cieca (Blind Man's Bluff) (1992) - film TV
- Arly Hanks (1993) - film TV
- The Cisco Kid (1994) - film TV
- Original Sins (1995) - film TV
- Mr. Stitch (1995) - film TV
- The Adventures of Captain Zoom in Outer Space (1995) - film TV
- Highlander - serie TV, 1 episodio (1996)
- La seconda guerra civile americana (The Second Civil War) (1997) - film TV
- A Town Has Turned to Dust (1998) - film TV
- Houdini (1998) - film TV
- Supreme Sanction (1999) - film TV
- Agguato nell'isola della morte (Primal Force) (1999) - film TV
- Operation Sandman (2000) - film TV
- The Trial of Old Drum (2000) - film TV
- I magnifici sette (The Magnificent Seven) - serie TV, 22 episodi (1998-2000)
- Streghe (Charmed) - serie TV, 1 episodio (2001)
- Desperation (2006) - film TV
- Masters of Horror - serie TV, 2x05 (2006)
- Sons of Anarchy - serie TV, 79 episodi (2008-2013)
- 1000 modi per morire (1000 Ways to Die) - serie TV, 78 episodi (2008-2012)
- The Blacklist - serie TV, 2 episodi (2015)
- Hand of God - serie TV, 20 episodi (2014-2017)
- StartUp - serie TV, 10 episodi (2017)
- La verità sul caso Harry Quebert (The Truth About the Harry Quebert Affair) - miniserie TV, 7 puntate (2018)
- The Capture - serie TV, 9 episodi (2019-2022)
- Mr. & Mrs. Smith - serie TV, episodio 1x05 (2024)

### Doppiatore
- I Fantastici Quattro (Fantastic Four) - serie TV, 2 episodi (1994-1995)
- Balto, regia di Simon Wells (1995)
- Fievel - Il tesoro dell'isola di Manhattan (An American Tail: The Treasure of Manhattan Island), regia di Larry Lathan (1998)
- Titan A.E., regia di Don Bluth (2000)
- Tarzan 2, regia di Brian Smith (2005)
- Scooby-Doo e la mummia maledetta (Scooby-Doo! in Where's My Mummy?), regia di Joe Sichta (2005)
- Hellboy - La spada maledetta (Hellboy: Sword of Storms), regia di Phil Weinstein (2006)
- Scooby-Doo e i pirati dei Caraibi (Scooby-Doo! Pirates Ahoy!), regia di Chuck Sheetz (2006)
- Hellboy - Fiumi di sangue (Hellboy: Blood and Iron), regia di Victor Cook (2007)
- Kim Possible - serie TV, 2 episodi (2007)
- Afro Samurai, serie animata (2007)
- Hellboy: The Science of Evil - videogioco (2008)
- Spiderwick - Le cronache (The Spiderwick Chronicles), regia di Mark Waters (2008)
- La leggenda della montagna incantata (The legend of Secret Pass), regia di Steve Trenbirth (2010)
- Percy Jackson e gli dei dell'Olimpo - Il mare dei mostri, regia di Thor Freudenthal (2013)
- Il libro della vita (Book of Life), regia di Jorge R. Gutierrez (2014)
- Adventure Time - serie TV, 9 episodi (2011-2016)
- Trollhunters - serie TV di Guillermo del Toro, 14 episodi (2016)
- Rapunzel - La serie (Tangled: The Series) - serie animata (2017-2020)
- Pinocchio, regia di Guillermo del Toro (2022)
- Transformers - Il risveglio (Transformers: Rise of the Beasts), regia di Steven Caple Jr. (2023)

### Videogiochi
- Fallout, voce narrante, Black Isle Studios (1997)
- Fallout 2, voce narrante, Black Isle Studios (1998)
- Fallout Tactics, voce narrante, Micro Forté (2001)
- Halo 2, Terrence Hood, Bungie studios (2004)
- Halo 3, Terrence Hood, Bungie studios (2007)
- Fallout 3, voce narrante, Bethesda Softworks (2008)
- Fallout: New Vegas, voce narrante, Obsidian Entertainment (2010)
- Payday 2, Rust, OVERKILL Soft (2013)
- Fallout 4, voce narrante, Bethesda Softworks (2015)
- Call of Duty: Black Ops III, Floyd Campbell, Treyarch (2015)

## Doppiatori italiani
Nelle versioni in italiano delle opere in cui ha recitato, Ron Perlman è stato doppiato da:
- Alessandro Rossi ne I magnifici sette, Conan the Barbarian, Pacific Rim, The Blacklist, Asher, La verità sul caso Harry Quebert, Monster Hunter, Mr. & Mrs. Smith
- Paolo Buglioni ne Il nemico alle porte, Sons of Anarchy, Il Re Scorpione 3 - La battaglia finale, StartUp, Don't Look Up, Il fornaio
- Massimo Corvo in Alien - La clonazione, Bunraku, Moonwalkers, La fiera delle illusioni - Nightmare Alley, The Instigators, Absolution - Storia criminale
- Paolo Marchese in L'ultimo dei Templari, Drive, Hand of God, Animali fantastici e dove trovarli, Mio padre è un sicario, Il giorno dell'incontro
- Claudio Fattoretto in Happy, Texas, Hellboy, Hellboy: The Golden Army
- Saverio Indrio in Blade II, Stonewall, The Capture
- Franco Zucca in In the Name of the King, Mutant Chronicles
- Emilio Cappuccio in Streghe, Looney Tunes: Back in Action
- Mario Zucca ne Sergio & Sergei - Il professore e il cosmonauta, Hell on the Border - Cowboy da leggenda
- Luca Biagini ne Il mio migliore amico, Reno 911!
- Mario Cordova in Miami Vice
- Raffaele Uzzi ne La bella e la bestia
- Bruno Scipioni ne I sonnambuli
- Michele Kalamera ne Le avventure di Huck Finn
- Silverio Pisu in Down - Discesa infernale
- Domenico Maugeri in Absolon - Virus mortale
- Renzo Stacchi in Masters of Horror
- Natalino Libralesso in Cronos
- Luciano De Ambrosis in Quando il ramo si spezza
- Vittorio Congia in Scuola di polizia - Missione a Mosca
- Neri Marcorè ne La città perduta
- Sergio Di Giulio in Una cena quasi perfetta
- Carlo Sabatini in L'isola perduta
- Luca Violini in Il mistero del principe Valiant
- Ennio Coltorti ne La seconda guerra civile americana
- Mario Scarabelli in Agguato nell'isola della morte
- Francesco Pannofino in Star Trek - La nemesi
- Mario Bombardieri in The Last Winter
- Angelo Nicotra in Desperation
- Giorgio Locuratolo in Uncross the Stars
- Massimiliano Manfredi in 1000 modi per morire
- Pierluigi Astore in Outlander - L'ultimo vichingo
- Alberto Olivero in Devil's Tomb - A caccia del diavolo
- Rodolfo Bianchi in Skin Trade - Merce umana
- Roberto Benfenati in Pottersville
- Gaetano Lizzio in The Bleeder - La storia del vero Rocky Balboa

Da doppiatore è sostituito da:
- Massimo Corvo in Tarzan 2, Il libro della vita, Trollhunters - I racconti di Arcadia
- Paolo Marchese in Kim Possible, Spiderwick - Le cronache, Call of Duty: Black Ops III
- Pierluigi Astore in Teen Titans, Scooby Doo e i pirati dei Caraibi, Adventure Time
- Massimo Lodolo ne I Fantastici Quattro (Wizard), La leggenda della montagna incantata
- Saverio Indrio ne Superman, Archer (ep. 1x05)
- Tony Fuochi in Batman
- Stefano Mondini ne I Fantastici Quattro (Bruce Banner/Hulk)
- Marco Pagani in The Batman
- Riccardo Rovatti in Batman: The Brave and the Bold (Dr. Hrcks)
- Paolo Sesana in Batman: The Brave and the Bold (Doppia X)
- Gianluca Iacono in Mortal Kombat
- Gino La Monica in Titan A.E.
- Bruno Alessandro in Star Wars: The Clone Wars
- Antonio Palumbo in Archer (ep. 5x02)
- Pino Insegno in Rapunzel - L'intreccio della torre
- Massimiliano Manfredi in Adventure Time
- Alessandro Rossi in Percy Jackson e gli dei dell'Olimpo - Il mare dei mostri
- Roberto Draghetti in Rapunzel - La serie
- Mario Cordova in Pinocchio di Guillermo del Toro
- Riccardo Lombardo in Transformers - Il risveglio